# X2: Wolverine’s Revenge
X2: Wolverine’s Revenge, выпущенная под названием X-Men 2: Wolverine’s Revenge в Европе и Австралии и, первоначально анонсированная на E3 2002 года как X-Men: Wolverine’s Revenge — видеоигра в жанре экшн и Beat ’em up, главным героем которой выступил персонаж Marvel Comics Росомаха, участник команды мутантов Люди Икс. X2: Wolverine’s Revenge была разработана компаниями GenePool Software и Warthog Games для PlayStation 2 и выпущена Activision. Релиз состоялся 15 апреля 2003 года, что совпало с выходом фильма «Люди Икс 2». Версия для Game Boy Advance, разработанная Vicarious Visions, была переиздана на картридже Twin Pack в комплекте с игрой Spider-Man: Mysterio’s Menace в 2005 году.
По сюжету, Росомаха пробивается через тщательно охраняемые зоны объекта «Оружие Икс», чтобы собрать воедино разрозненные подсказки к своему мрачному прошлому. У Росомахи есть 48 часов, чтобы найти противоядие от смертельного вируса Шивы, заразившего его кровь, в результате чего он проникает на объект «Оружие Икс», канадскую крепость, где когда-то состоялась операция по внедрению адамантия в его скелет.
В то время как Росомаха был озвучен Марком Хэмиллом, сам персонаж был смоделирован с классической версии из комиксов. На обложке игры и рекламных материалов изображено киновоплощение Хью Джекмана. Кроме того, сэр Патрик Стюарт повторил роль Профессора Икс.
После выпуска игра получила смешанные отзывы: критики хвалили озвучку, в частности исполнения Хэмилла и Стюарта, сюжет и открываемые предметы, но критиковали продолжительные сражения, отсутствие контрольных точек посреди уровня, а также высокую сложность прохождения.

## Геймплей
Игрок управляет персонажем от 3 лица, участвуя в сражениях с несколькими бронированными солдатами, существами-мутантами и заклятыми врагами Росомахи, такими как Саблезубый, Магнето, Вендиго, Леди Смертельный Удар и Джаггернаут. Несмотря на помощь Профессора Икс с использованием телепатии, главный герой действует в одиночку. Игрокам необходимо задействовать уникальные способности Росомахи, чтобы преодолевать всевозможные препятствия. Росомаха в состоянии охотиться и выслеживать добычу при помощи обострённого обоняния и способности определять температуру тела. По мере того, как Росомаха пробирается через военные комплексы, ему предстоит избегать системы защиты и охраны, а также находить пути в запертые комнаты, чтобы получить необходимую для выживания информацию.
Во время боя Росомаха может в любой момент убрать и выпустить свои адамантиевые когти, чтобы выполнить рубящие атаки, воздушные комбо и ряд различных бросков. При нанесении особых ударов активируется кат-сцена.
В дополнение к боевым ударам существуют специальные стелс-удары, удары, зависящие от ситуации, и удары, характерные для конкретного босса, которые становятся доступными в определённые моменты игры. Стелс-удары используются для бесшумного уничтожения врагов. Например, Росомаха может прижаться к стене, чтобы подкрасться к врагу и нанести ему удар, прежде чем тот успеет поднять тревогу.
Необычная исцеляющая способность Росомахи позволяет ему выдерживать ранения, которые не смогли бы пережить обычные люди, однако его действие не безгранично. Серьёзные травмы вызывают дикую ярость, наделяющую Росомаху большей силой и свирепостью и позволяющей противостоять нескольким врагам одновременно.

## Сюжет
История начинается в прошлом, в 1968 году. Логан идёт по переулку, где подвергается нападению со стороны агентов из программы «Оружие Икс». Они пытаются схватить Логана, чтобы доставить его на объект. Несмотря на попытки Логана защититься, он теряет сознание в результате попадания дротика с транквилизатором. Оказавшись на базе «Оружия Икс», он переживает процедуру внедрения в его тело адамантия. Вскоре после этого он сбегает из экспериментальной камеры и пытается выбраться наружу. Профессор называет его животным, что приводит Логана в ярость и помогает ему выйти из-под контроля профессора. Логан пытается добраться до Профессора, чтобы противостоять ему, но его останавливает Саблезубый. Логан побеждает Саблезубого и противостоит Профессору, приказав доктору Аврааму Корнелиусу и доктору Кэрол Хайнс уйти. Тем не менее, Профессор заявляет, что все эксперименты «Оружия Икс» подверглись воздействию смертельного вируса, известного как «Штамм Шивы», который убьёт нормального человека за один год, однако неизвестно, как скоро он убьёт мутанта.
В настоящем, Логан, взявший прозвище «Росомаха», является членом Людей Икс. Он раскрывает Зверю всё, что помнит о своё прошлом. Зверь заявляет, что вирус Шивы обошёл его исцеляющий фактор и убьёт Росомаху через два дня, если тот не найдёт лекарство. Профессор Икс советует Росомахе попытаться найти лекарство в «Оружии Икс», в то время как Зверь предоставляет Росомахе имплантированные наручные часы, показывающие, сколько у него осталось времени. Оказавшись в Эдмонтоне благодаря Циклопу и Джин Грей, Росомаха использует частный самолёт, которым управляет женщина-пилот, чтобы добраться до объекта «Оружия Икс», однако самолёт вскоре сбивают. Росомаха выживает в авиакатастрофе и начинает свой путь к объекту «Оружия Икс».
Росомаха пробивается к пещере, где обитает дух Вендиго, которого он побеждает. Тем не менее, Вендиго выбрасывает Логана из пещеры и тот приземляется на снег. Логан замечает грузовик «Оружия Икс» и запрыгивает на него. Достигнув объекта «Оружия Икс», он пробирается внутрь. По пути, Росомаха попадает в засаду группы солдат. Появляется стрелок, который, к удивлению Логана, не убивает его, вместо этого заявляя, что ещё не пришло время смерти Росомахи. Когда Росомаха вновь сталкивается с Саблезубым и побеждает его, тот неохотно предоставляет В-часть лекарства.
Позже Логан отправляется в пустоту, где видит Колосса, который позволяет ему войти в учреждение благодаря сообщению Профессора Икс о состоянии Логана. Пока Росомаха пробивает на объект, Саблезубый выпускает мутантов Альфа-класса Красного Омегу, Магнето и Джаггернаута из их камер. Тем временем Логан находит доктора Авраама Корнелиуса и доктора Кэрол Хайнс. Авраам Корнелиус даёт Логану формулу А-части лекарства. Из-за того, что пустота блокирует контакт Логана с Профессором Икс, ему приходится выйти наружу, чтобы передать наставнику информацию. Уходя, он предупреждает Авраама Корнелиуса и Кэрол Хайнс, что Саблезубый тоже ищет их. Достигнув крыши, Логан сталкивается с Джаггернаутом. После победы над ним, Росомаха узнаёт от Колосса, что Магнето и Красный Омега были также выпущены на свободу. В то время как Колосс оттаскивает потерявшего сознание Джаггернаута обратно в его камеру, он указывает на устройство, которое поможет Логану выбраться. Логан уничтожает «Щит пустоты» и передаёт информацию о лекарстве А-части Профессору Икс. Затем Логан отправляется на поиски Магнето после того, как профессор Икс обнаруживает магнитные сигнатуры.
С уходом Логана, Мэй Дьюс, босс охотников на мутантов, приходит в пустоту, чтобы поймать Росомаху и других сбежавших мутантов. Логан обнаруживает разрушенное шоссе и въезжает в город на мотоцикле. Он находит Магнето на сталелитейном заводе. Логан пытается остановить своего врага, ведя параллельно сражение с охотниками на мутантов. Несмотря на атаку с двух сторон, Логан побеждает Магнето. Узнав от Профессора Икс, что слишком сильные магнитные помехи мешают Роуг найти его, Логан направляется в город, оставив Магнето в руках охотников на мутантов.
Когда Логан направляется в город, чтобы встретиться с Роуг, к нему подлетает вертолёт с лидером наёмников на борту. Она благодарит Логана за победу над Магнето, и предлагает доставить его на вершину Здания Ксенон. Тем не менее, при достижении вертолётом вершины здания, Мэй Дьюс бросает Росомаху на крышу. Логан видит Леди Смертельный Удар и осознаёт, что пилот, армейский солдат и Мэй Дьюс являются роботами Леди Смертельный Удар, которые должны были доставить Росомаху к ней, чтобы она могла убить его. Также она раскрывает, что заплатила Саблезубому, чтобы тот причинил ему боль. Росомаха побеждает Леди Смертельный Удар и достигает наземной платформы вертолёта, куда та следует за ним. Логан сбрасывает Леди Смертельный Удар с крыши. Вслед за тем Роуг прибывает с лекарством от вируса. Росомаха выпивает лекарство и отправляется домой. Саблезубый находит Леди Смертельный Удар и забирает у неё пузырёк, после чего также выпивает лекарство от вируса.
Тем временем Апокалипсис и Мистер Синистер наблюдают за каждым шагом Росомахи, готовя своих Всадников Апокалипсиса.
В заключительной сцене, Росомаха лежит на своей кровати, а затем внезапно понимает, что он не нашёл и не остановил Красного Омегу, вспомнив сбежавших мутантов, о которых ему рассказал Колосс.

### Секретная сцена
Во всех версиях (кроме версии для Game Boy Advance), если игрок собирает все жетоны, открывается секретная сцена. Когда Росомаха посещает разрушенный город, чтобы найти и победить Магнето, его преследует тёмная фигура. Когда фигура приближается, Росомаха едва не переходит в наступление, однако останавливается, узнав Человека-паука. Стенолаз спрашивает Росомаху, нужна ли ему помощь в битве с Магнето, однако Логан просит его помочь разобраться с хаосом до прибытия Контроля последствий, в то время как сам отправляется на сражение с Магнето.

## Разработка
Перед анонсом на E3 2002, IGN опубликовал множество скриншотов разработки, сначала с Xbox-версии, затем с GameCube-версии и, наконец, с PlayStation 2-версии. Игра была анонсирована на E3 2002 издателем Activision под названием «X-Men: Wolverine’s Revenge», будучи никак не связанной с фильмом «Люди Икс 2» 2003 года. Тем не менее, незадолго до выхода «Люди Икс 2», название игры было изменено на «X2: Wolverine’s Revenge», чтобы связать её с премьерой фильма. Несмотря на это, в основе игры лежала оригинальная история, написанная сценаристом комиксов Ларри Хамой, из-за чего «X2: Wolverine’s Revenge» не является продолжением фильмов, а разделяет более близкое сходство со вселенной Marvel.

## Отзывы
| Сводный рейтинг         | Сводный рейтинг | Сводный рейтинг | Сводный рейтинг | Сводный рейтинг | Сводный рейтинг |
| Издание                 | Оценка          | Оценка          | Оценка          | Оценка          | Оценка          |
| Издание                 | GBA             | GC              | PC              | PS2             | Xbox            |
| ----------------------- | --------------- | --------------- | --------------- | --------------- | --------------- |
| GameRankings            | 76,67 %         | 67,25 %         | 60,83 %         | 61,79 %         | 65,07 %         |
| Metacritic              | 72/100          | 62/100          | 55/100          | 58/100          | 58/100          |
| Иноязычные издания      |                 |                 |                 |                 |                 |
| Издание                 | Оценка          | Оценка          | Оценка          | Оценка          | Оценка          |
| Издание                 | GBA             | GC              | PC              | PS2             | Xbox            |
| AllGame                 | [ 13 ]          | N/A             | N/A             | [ 14 ]          | N/A             |
| Eurogamer               | N/A             | N/A             | N/A             | 5/10            | N/A             |
| Famitsu                 | N/A             | N/A             | N/A             | N/A             | 25/40           |
| Game Informer           | N/A             | 5,75/10         | N/A             | 5,5/10          | 5,5/10          |
| GamePro                 | N/A             | N/A             | N/A             | [ 20 ]          | [ 21 ]          |
| GameRevolution          | N/A             | D+              | N/A             | D+              | D+              |
| GameSpot                | N/A             | 5,8/10          | 5,7/10          | 5,8/10          | 5,8/10          |
| GameSpy                 | N/A             | [ 25 ]          | [ 26 ]          | [ 25 ]          | [ 25 ]          |
| GameZone                | 8/10            | 6,7/10          | 6,5/10          | 5,6/10          | 7,8/10          |
| IGN                     | 7,9/10          | 6,6/10          | 6,5/10          | 7,3/10          | 6,6/10          |
| Nintendo Power          | 3,9/5           | 3,7/5           | N/A             | N/A             | N/A             |
| OPM                     | N/A             | N/A             | N/A             | [ 38 ]          | N/A             |
| OXM                     | N/A             | N/A             | N/A             | N/A             | 5,9/10          |
| PC Gamer (US)           | N/A             | N/A             | 70 %            | N/A             | N/A             |
| The Cincinnati Enquirer | N/A             | [ 41 ]          | [ 41 ]          | [ 41 ]          | [ 41 ]          |
| Entertainment Weekly    | N/A             | C−              | N/A             | C−              | C−              |

После выхода, «X2: Wolverine’s Revenge» получила средние или смешанные отзывы от игрового сообщества. GameRankings дал 67,25 % версии для GameCube, 61,79 % версии для PlayStation 2, 76,67 % версии для GBA, 60,83 % версии для PC и 65,07 % версии для Xbox. Агрегатор обзоров Metacritic дал 62 балла из 100 версии для GameCube, 58 из 100 версиям для PS2 и Xbox, 72 из 100 версии для GBA и 55 из 100 версии для PC.
По большей части игра подвергалась критике за недоработанную механику стелса, низкого качества графику, отсутствие точек для сохранений и чрезмерную сложность. PlayStation Official Magazine — UK дал игре 7 баллов из 10, описав её как «качественный приключенческий экшн, сочетающий стелс и открытое противостояние. Лишь несколько недостатков не позволяют поставить более высокую оценку. Из упомянутых раздражающих элементов наиболее заслуженным объектом критики выступает отсутствие точек для сохранения в середине миссии, из-за чего игрокам приходится переигрывать большой участок уровня в случае смерти персонажа». Maxim поставил игре 8 баллов из 10 с пояснением: «В то время как большая часть геймплея „Revenge“ представляет собой превращение плохих парней в кебаб, строгая дань уважения комиксу придаёт игре большую глубину». The Village Voice дал версии для Xbox 7 баллов из 10, отметив, что «использование ваших уникальных способностей является достаточной мотивацией, чтобы перемещаться по заминированным военным участкам игры, местам крушения, шахтам, пещерам и местам, которые выглядят как шахты или пещеры». Cincinnati Enquirer дал игре 3,5 звезды из 5 и заявил, что «управление Росомахой во время боя может оказаться трудным, особенно когда на экране присутствует несколько врагов одновременно». Тем не менее, Entertainment Weekly поставил «X2: Wolverine’s Revenge» оценку C- отметив «вялый темп, раздражающий геймплей, а также ощущение, что Росомаха мстит только одному человеку — игроку».